# Гладков, Стефан Яковлевич
Стефа́н Я́ковлевич Гладко́в (1907—1975) — участник Великой Отечественной войны, командир отделения противотанковых ружей 7-го гвардейского кавалерийского корпуса 61-й армии Центрального фронта, гвардии сержант, Герой Советского Союза (1944).

## Биография
Родился 20 сентября 1907 года на хуторе Погожев Области Войска Донского, ныне Волгодонского pайона Ростовской области. Русский, потомственный донской казак.
Окончил 7 классов. Работал в колхозе. В Рабоче-Крестьянскую Красную Армию призван в июле 1941 и направлен в действующую армию.
Гвардии сержант Гладков в ночь на 27 сентября 1943 года с тремя расчётами противотанковых ружей на самодельных плотах переправился через Днепр в районе деревни Нивки (Брагинский район Гомельской области). На правом берегу скрытно подобрался к траншеям гитлеровцев и забросал их гранатами. Заняв окоп противника, принял огонь на себя, чтобы обеспечить форсировании реки. В бою на плацдарме был тяжело ранен.
Указом Президиума Верховного Совета СССР «О присвоении звания Героя Советского Союза генералам, офицерскому, сержантскому и рядовому составу Красной Армии» от 15 января 1944 года за «образцовое выполнение боевых заданий командования на фронте борьбы с немецкими захватчиками и проявленными при этом отвагу и геройство» удостоен звания Героя Советского Союза.
После демобилизации работал председателем колхоза имени Текучева, затем работал в нём же бригадиром:

— Товарищ Сталин высоко оценил нашу помощь фронту, — заявил председатель колхоза имени Текучева Герой Советского Союза С. Я. Гладков, — Сегодня каждый из нас должен ещё раз доказать свою готовность сделать все для того, чтобы поскорее добить проклятого фашистского зверя. Я отдаю взаймы государству 1000 рублей и вношу все наличными.

(Колхозная правда. 1945. № 33)

В последующее время трудился управляющим отделением овощеводческого совхоза «Волгодонский», заведующим дорожным отделом Цимлянского райисполкома Ростовской области.
Член ВКП(б) с 1947 года.
Умер 12 ноября 1975 года на родине, похоронен в станице Романовская, где его именем названа улица.

## Награды
- Медаль «Золотая Звезда» Героя Советского Союза (15.01.1944).
- Орден Ленина.
- Медали.
- Почётная грамота райпотребсоюза Волгодонского района Ростовской области (1964)[3]

## Память
- В городском краеведческом музее г. Волгодонска имеются материалы, посвященные Герою[4].
- В хуторе Погожев имя Гладкова носит одна из улиц.